# Manuel Harms
Manuel Harms (* 20. September 1996) ist ein deutscher Volleyball- und Beachvolleyballspieler.

## Karriere Halle
Harms begann seine Karriere 2004 bei der TSG Backnang. Mit dem VfB Friedrichshafen wurde er 2012 Deutscher U18-Meister. Danach spielte der Außenangreifer bei den Volley YoungStars, der Nachwuchsmannschaft des VfB Friedrichshafen. 2014 wechselte der Außenangreifer wegen eines Psychologie-Studiums in Tübingen zum Zweitligisten TSV GA Stuttgart. Von 2017 bis 2019 spielte er beim Ligakonkurrenten SV Fellbach. Danach wechselte Harms wegen eines Praktikums nach Köln und spielte dort beim Drittligisten FC Junkersdorf. Seit 2021 spielt er beim TuS Mondorf in der 2. Bundesliga Nord. Hier gewann er 2022 und 2023 die Meisterschaft.

## Karriere Beach
Im Beachvolleyball nahm Harms von 2010 bis 2015 mit wechselnden Partnern (u. a. Jakob Elsäßer und Tim Stöhr) an verschiedenen Nachwuchsturnieren teil. 2016 und 2017 spielte er an der Seite von Mirko Schneider auch deutsche Turniere der Kategorien 1 und 2 und sporadisch auch auf der Smart Beach Tour. Seit 2019 ist Richard Peemüller sein Partner. Harms/Peemüller traten im Juni 2019 in Dresden erstmals bei der Techniker Beach Tour an. Das Duo rückte erst kurzfristig ins Hauptfeld und erreichte das Endspiel. Sie qualifizierten sich anschließend für die Deutsche Meisterschaft 2019. In Timmendorfer Strand erreichten Harms/Peemüller dabei den dreizehnten Platz. Über die Comdirect Beach Tour 2020 qualifizierten sich Harms/Peemüller erneut für die deutsche Meisterschaft und landeten hier auf Platz neun. 2021 nahm Harms mit Niklas Rudolf und Nico Wegner an der German Beach Trophy teil. 2022 war Leo Hauschild sein Partner, mit dem er auch an der Deutschen Meisterschaft teilnahm. 2023 trat Harms mit seinem Bruder Yannick an, mit dem er sich erneut für die Deutsche Meisterschaft qualifizierte.

## Privates
Manuel Harms’ älterer Bruder Yannick spielt auch erfolgreich Volleyball und Beachvolleyball.